# Ташир-Дзорагетська держава
Ташир-Дзорагетська держава (вірм. Տաշիր-Ձորագետի թագավորություն), також Держава Кюрікідів або Лорійська держава — вірменська феодальна держава на півночі Східної Вірменії, що існувала з 978 до 1118 року.

## Історія

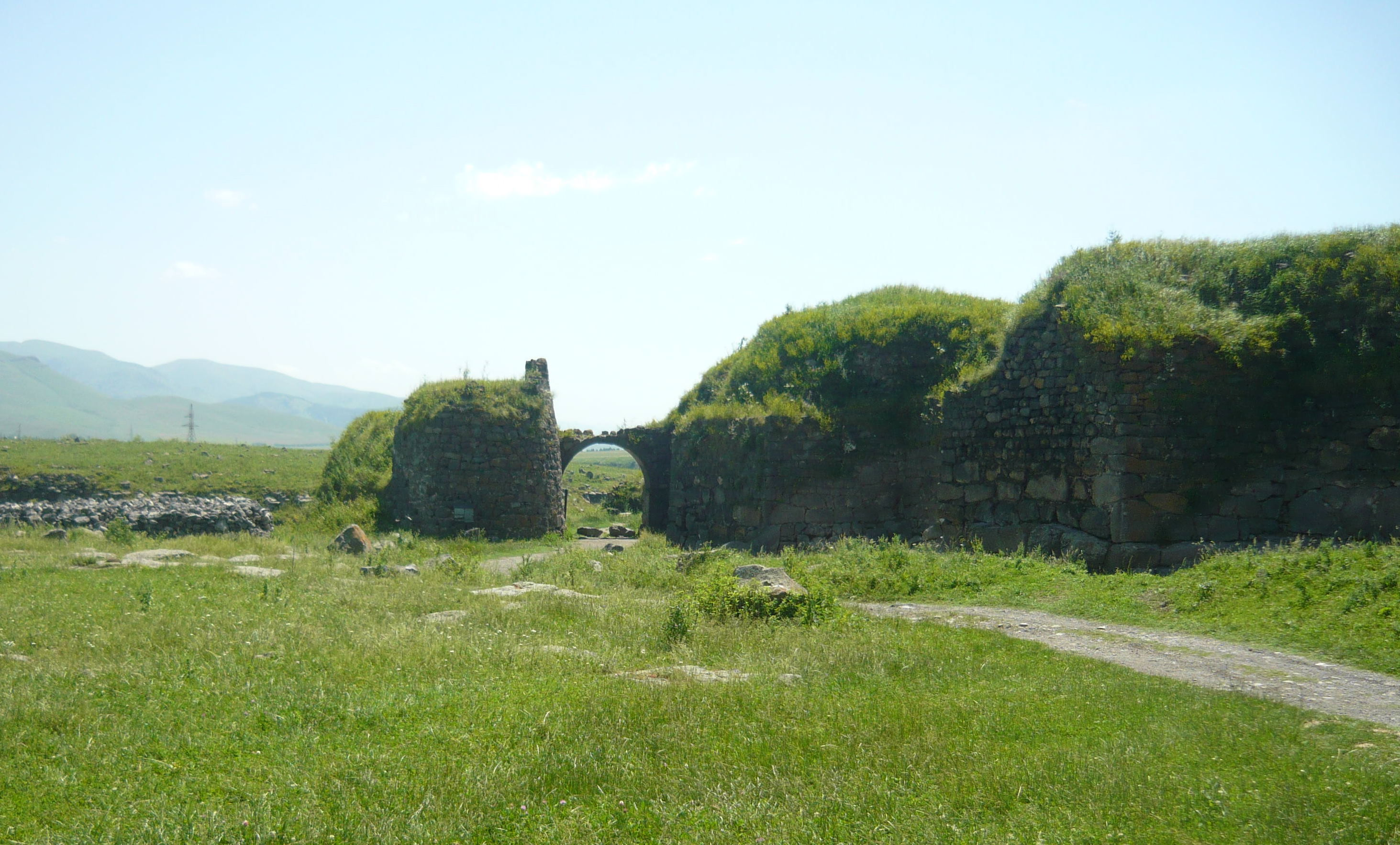
Руїни фортеці Лорі, збудованої Давидом I Безземельним

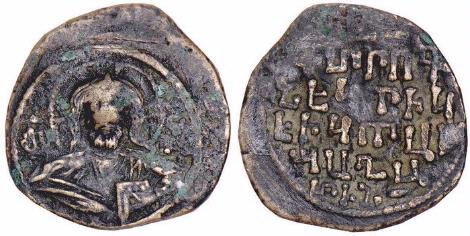
Монети Багратідів (Кюрікідів) Ташир-Дзорагету, друга половина XI століття

Ташир-Дзорагетська держава включало східні області провінції Гугарк— гавари Ташир, Дзорапор, Кохб тощо, а також частину Варажнуніка. З кінця IX століття зазначені області перебували у складі Багратідської Вірменії (Анійської держави) та керувались намісниками з роду Гнтуні. Невдовзі владу було передано представникам з роду вірменських Багратідів. Засновником Ташир-Дзорагетської держави став син Ашота III Милостивого, князь Гурген або, як його ще називали, Кюріке, який правив у 978–989 роках.
Для захисту країни від нападів Тіфліського й Гянджинського еміратів останній було визнано васальним від Анійських Багратідів правителем Ташир-Дзорагету та став засновником нової гілки вірменських Багратідів — династії Кюрікянів (Кюрікідів). Багратіди Ані зберігали права азгапета — старшого члена династії.
Первинно центром держави була фортеця Самшвілде, а з 1065 року — фортеця Лорі заснована незадовго до цього правителем Давидом I Безземельним. У X—XI століттях було також збудовано фортеці Каян, Махканаберд, Гаг тощо, які охороняли важливі торгові шляхи. Найбільшого розквіту держави досягло за Дивида I Безземельного (бл. 996–1048), який розширив володіння держави за рахунок Тіфліського й Гянджинського еміратів. Близько 1040 року аміри Гянджі з курдської династії Шаддадідів безуспішно намагались захопити низку територій Ташир-Дзорагету. Відомо також, що Давид I спробував домогтись незалежності від Анійських Багратідів, але повстання було жорстоко придушено державою Гагіком I Багратуні. За Гургена II (бл. 1048–1089) столицею держави стало місто-фортеця Лорі. В середині XI століття після сельджуцьких завоювань Алп-Арслана Ташир-Дзорагет і Сюнік залишились єдиними областями Вірменії, які не було завойовано.
1118 року землі Ташир-Дзорагетської держави були приєднані до Грузії (після чого грузинський король отримав також і титул короля вірменів) та передані під управління амірспасалару (головнокомандувачу військовими силами Грузії). 1185 року ці ж землі перейшли до вірменського княжого роду Закарянів, після чого Кюрікяни, закріпившись у фортецях Мацнаберд і Тавуш, зберігали правителький титул до початку XIII століття.

## Територія і населення
Охоплювала вірменських області Ташир, Кохб, Дзорапор і Гуарк.  Північний кордон з Тбіліським еміратом проходив річкою Алгеті, південний — озером Севан і Анійським царством.
Населення було змішаним вірмено-грузинським: Кохб і Дзорапор були переважно вірменськими, Гугарк — більш грузинським, Ташир — вірмено-грузинським. При цьому цар, вища аристократія й церковні ієрархи були вірменами.

## Устрій
На чолі стояв цар, що також був найбільшим землевласником держави. Йому належала вища політичка, військова та судова влада. Значну вагу мала аристократія та церковні ієрархи. Царство було поділено на нахарарства (провінції) на чолі із нахарарами. Залежні селяни становили найбільшу соціальну групу населення.

## Економіка
Основу становило землеробство, скотарство, а також посередницька торгівля. Вирощували зернові культури, що були характерні для цього регіону.

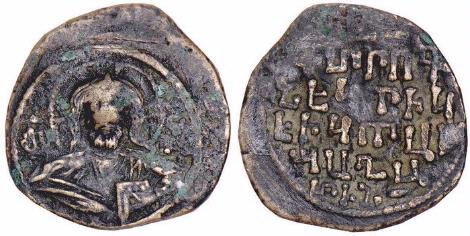
Монета Кюріке II

Карбувалася власна монета. Монетний двір розташовувався в Мацнаберді, потім в Лорі. Монети карбувалися переважна за арабським зразком. Першим про кого відомого, що карбував власні монети (мідні) був Кюріке II. Це перші монети, на яких присутні вірменські літери. Тип монет схожий на поширені на той час візантійські монети — фоліси. В часи залежності від Сельджуків на подвійних дирхемам царства карбувалося ім'я сельджуцьким султанів.

## Культура
Культура Ташир-Дзорагетского царства справила значний вплив в розвитку вірменської культури загалом, особливо у сфері архітектури, книжкової справи та релігійного мистецтва. Закладено основи для формування Лорі-Гугаркської архітектурної школа. У цей період вона відзначаєтсья незначним застосуванням на фасадах та в інтер'єрах храмів декору, що включає лише брівки вікон та вхідні портали з наличниками простого перерізу. 
Найбільшими духовними центрами Ташир-Дзорагетської держави були монастирі Ахпат і Санаїн. На території держави розміщувалась купольна базиліка VI століття Одзун. Був заснований наприкінці XI століття царівнами з правлячої династії монастир Кобайр. Також фундується монастир Хучапіванк

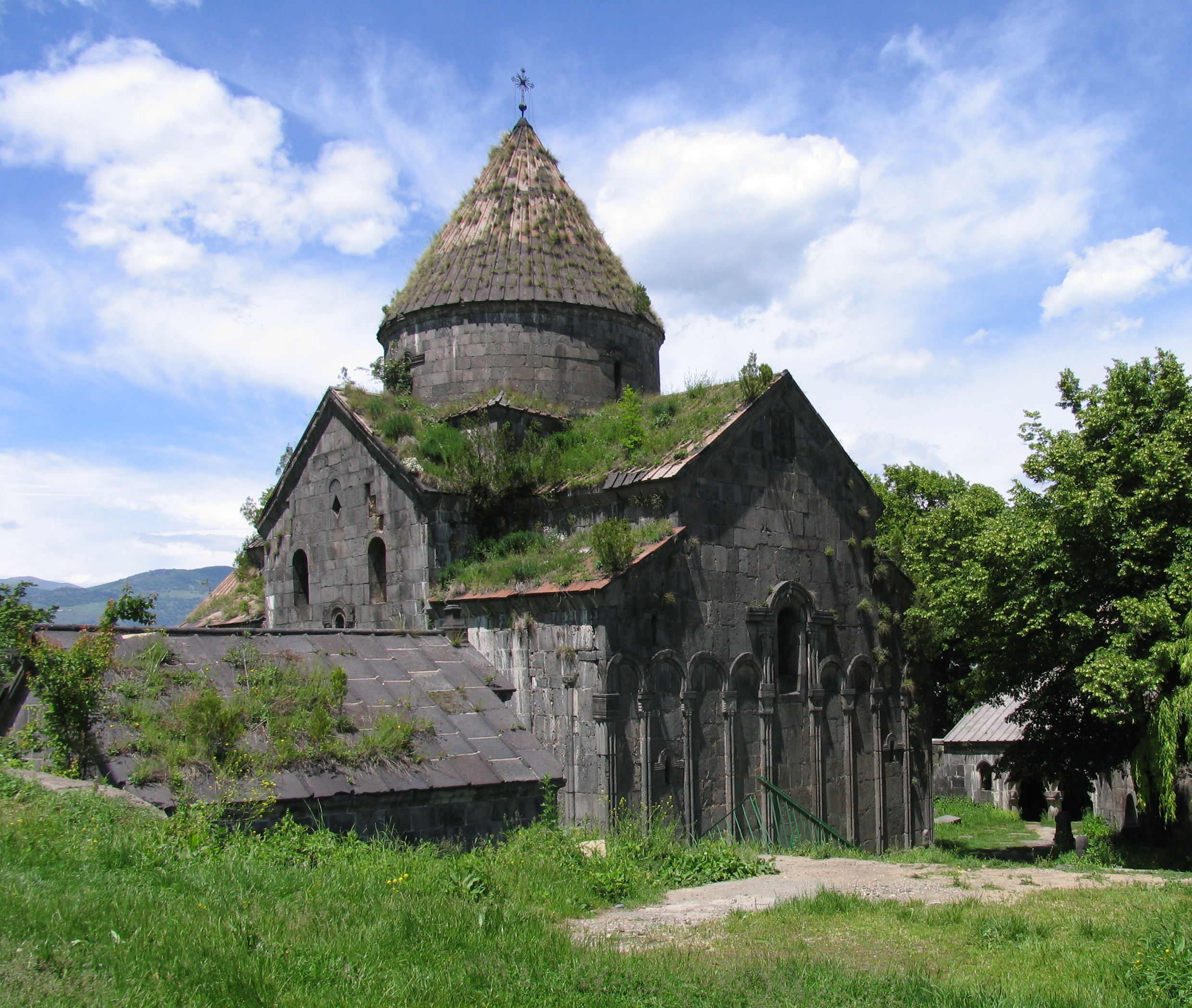
Санаїн, 957—966 роки
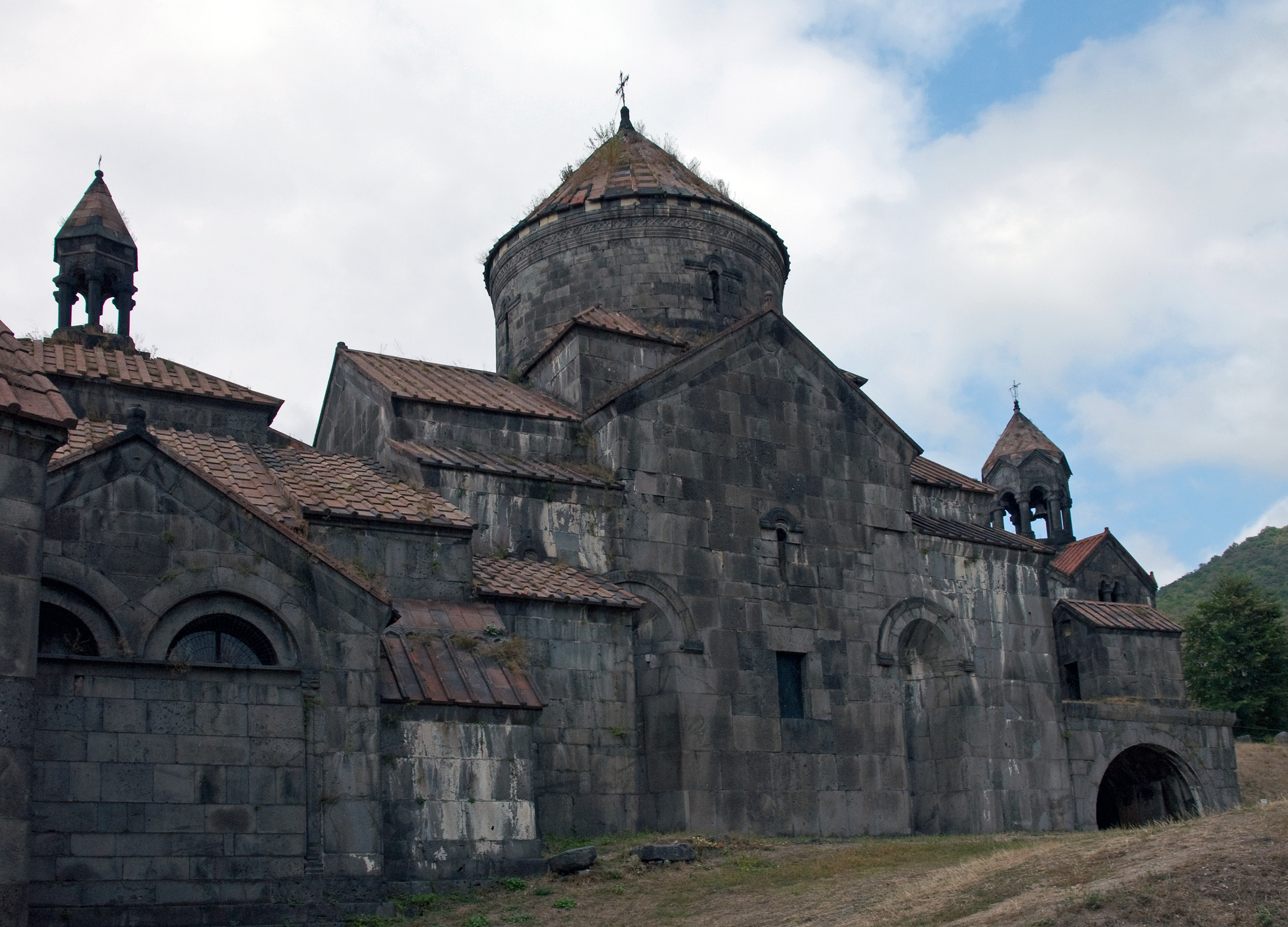
Ахпат, 976—991 роки

Монастирі, насамперед Санаїн і Ахпат були центрами книжкової справи та освіти, вони містили значні бібліотеки. Тут переписувалися та ілюструвалися рукописи, велася літописна традиція. Відомі імена ченців-писарів та художників-мініатюристів. У монастирях, храмах та світських будинках збереглися зразки кам'яного різьблення, фрескового живопису, а також предмети декоративно-ужиткового мистецтва.

## Правителі
- Гурген I (Кюріке) — 978—989[7]
- Давид I Безземельний — 996 (980[17]) —1048[18]
- Гурген II (Кюріке II) — 1048—1089[17][18]
- Абас і Давид (спільно) — близько 1090—1145[18]